# قاعدة التعويق

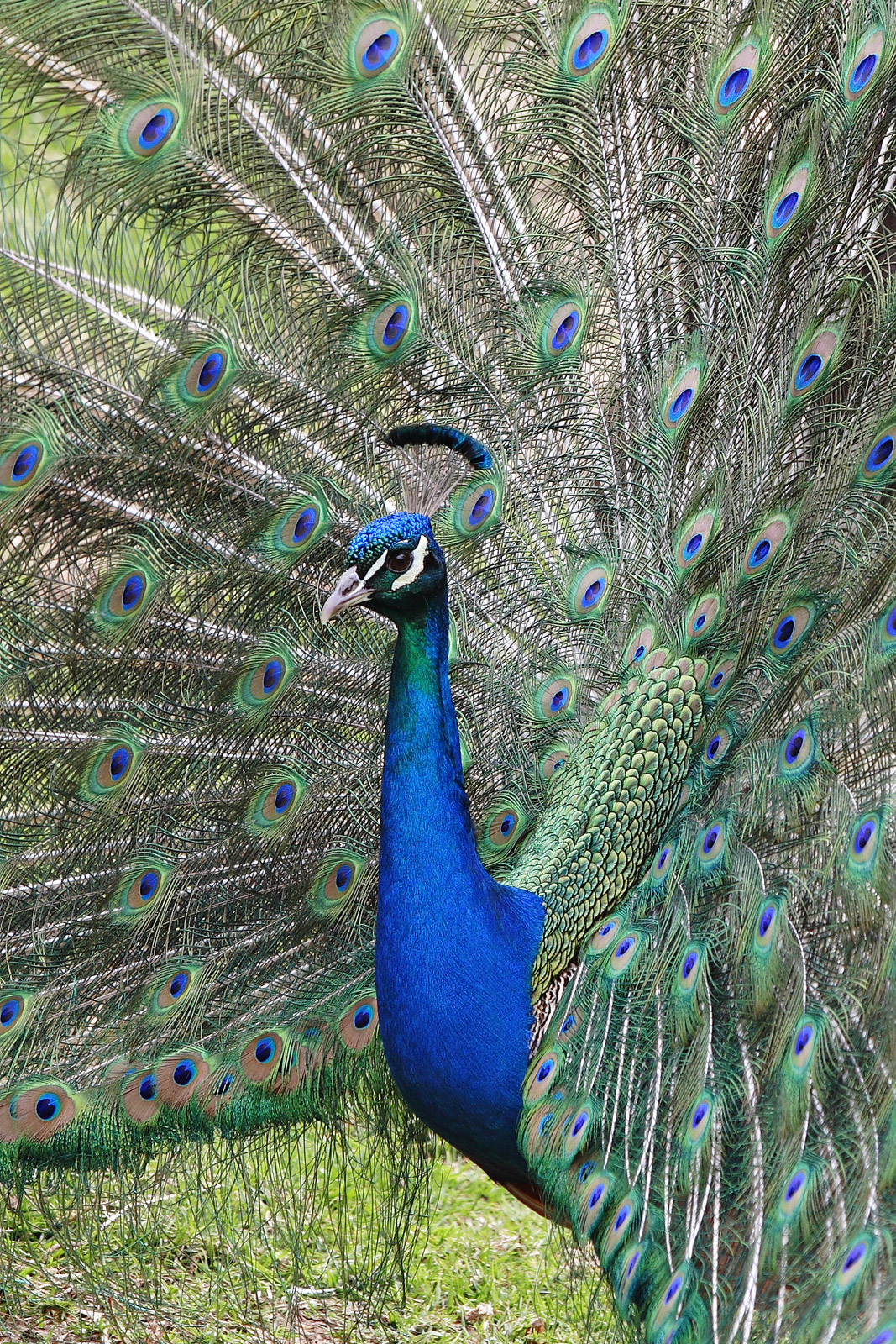
ذيل الطاووس هو مثال كلاسيكي على الإشارات المعوقة الدالة على جودة الذكر.

قاعدة التعويق هي فرضية أول من اقترحها كان عالم الأحياء أموتز زهافي عام 1975 لتفسير كيف يمكن أن ينتج عن التطور إشارات «أمينة» أو مؤتمنة بين الحيوانات التي لديها دوافع واضحة لخداع بعضها البعض. قاعدة التعويق تقترح أن الإشارات المؤتمنة لا بد وأن تكون مكلفة لمرسلها، مما يكلفه شيئاً لا يمكن لفرد مفتقر لسمة معينة أن يتحمل هذه التكلفة. على سبيل المثال، في حالة الاصطفاء الجنسي، النظرية تفترض أن الحيوانات الأصلح ترسل إشارات عن جودتها الصالحة بواسطة سلوك أو شكل معيق يحط من هذه الجودة. الفكرة المركزية هي أن السمات المصطفاة جنسياً تعمل بطريقة مماثلة للاستهلاك التفاخري: التشوير إلى القدرة على إنفاق الموارد عن طريق إنفاقها. المتلقون للإشارة يعلمون أن الإشارة تدل على الجودة بحق لأن المرسلون لإشارات أضعف لا يمكنهم تحمل تكلفة إرسال الإشارات الباهظة بإسراف. ولذلك تكون الإشارات الدالة على صلاحية عالية صعبة التزييف.
يدور حول عمومية المبدأ بعض الجدال والاختلافات. ولكن الفكرة كان لها تأثير كبير.

## تاريخ
كان عالم الأحياء الإسرائيلي أموتس زهافي أوّل مَن طرح فكرة قاعدة التعويق في العام 1975. ويكتنف تعميم الظاهرة بعض الجدل والخلافات، ولم يقبل التيار السائد آراء زهافي بخصوص نطاق وأهمية التعويق في علم الأحياء. بالرغم من ذلك، فقد ثبتت الأهمية الشديدة للفكرة، إذ يرى معظم الباحثين في ميدان الأحياء أن النظرية تفسّر بعض الجوانب في تواصل الحيوانات.

## نماذج التعويق
مع أن مبدأ التعويق سبّب الكثير من الجدل في بداية طرحه –ويُعدّ جون ماينارد سميث من أوائل المنتقدين البارزين لأفكار زهافي– فقد اكتسب قبولًا على نطاق واسع لأن نماذج نظرية الألعاب تدعمه، ولا سيما نموذج لعبة الإشارة الذي ابتدعه ألان غرافين.  يُعتبر هذا النموذج إعادة اكتشاف لنموذج إشارة السوق الذي افترضه مايكل سبنس، حيث يشير المتقدم للوظيفة إلى جودته العالية عبر الإعلان عن تلقّيه تعليمًا مكلفًا. في نموذج غرافين، يُشار إلى جودة الذكر المُغازل عبر التشديد على خصوصية مفرطة الزيادة –كذيل الطاووس. في كلتا الحالتين، تكون الإشارة ذات معنىً إذا كانت التكلفة التي يتحملها الطرف المُشير لإنتاجها أقل نسبيًا بالنسبة لمطلقي الإشارات من ذوي الجودة العالية مقارنة بمُطلقي الإشارات من ذوي الجودة المتدنية (الشكل 2). بعد اطّلاعه على نموذج غرافين في الرياضيات، أقرّ سميث بصحة قاعدة التعويق.
تظهر سلسلة من الأبحاث التي كتبها توماس غيتي أن دليل غرافين على قاعدة التعويق يعتمد على الافتراض التبسيطي الإشكاليّ الذي يُفيد بمقايضة مُطلقي الإشارات التكاليف مقابل المزايا على نحوٍ تراكمي، وهي الطريقة التي يستثمر بها البشر النقود لرفع مستوى الدخل بالعملة نفسها. يبدو هذا جليًا في الأشكال على اليمين، المأخوذة من كتاب جونستون 1997. وقد أُثيرت الشكوك في صحة هذا الافتراض، وفي تطبيقه على مقايضة منافع البقاء مقابل تكلفة التكاثر والتي يُفترض أنها وسيطة في تطور الإشارات المختارة على أساس جنسي. يمكن القول إنه نظرًا لاعتماد الصلاحية على توليد النسل، فهذه وظيفة تكاثرية، وليست وظيفة مضافة، لنجاح الإنجاب.
تُظهر المزيد من النماذج النظرية للإشارات في اللعبة الرسمية الاستراتيجية المستقرة تطوريًا لإشارات المعوقين في نداءات التوسّل لدى الفراخ، وفي إشارات ردع المفترسين، وفي استعراض التهديد. أما في النماذج التقليدية لتوسّل المعوقين، يُفترض أن جميع اللاعبين يبذلون نفس القدر لإنتاج إشارة ذات مستوى محدد من الشدة، ولكنها تختلف في القيمة النسبية للحصول على الاستجابة المرغوبة (التبرع) من المتلقي. كلما كان صغير الطائر أكثر جوعًا، ترتفع قيمة الطعام بالنسبة له، وبالتالي يرتفع مستوى الإشارة الأمثل (مع ارتفاع صوت التغريد).
أما الأمثلة المضادة لنماذج التعويق فهي أقدم من نماذج التعويق ذاتها. تُظهر نماذج الإشارات (مثل استعراض التهديد) دون أي تكاليف معوقة أن الإشارات التقليدية قد تكون مستقرة تطوريًا في الاتصالات البيولوجية. كما يُظهر التحليل لبعض نماذج التوسل أنه، بالإضافة إلى النتائج المعوقة، فإن استراتيجيات عدم التواصل مستقرة تطوريًا، وتفضي إلى مزايا أعلى لكلا اللاعبين. تشير التحليلات الحسابية، بما في ذلك طريقة مونت كارلو، إلى أن السمات المكلفة التي يلجأ إليها البشر في اختيار الشريك هي في المجمل أقل شيوعًا وأكثر جاذبية للجنس الآخر من السمات غير المكلفة.

## التعميم والأمثلة التجريبية
تعتقد النظرية بأن الحيلة الأحيائية، أو غيرها من الإشارات، مثل السلوك المتهوّر بشكل واضح، ينبغي أن تكون أكثر كلفة إذا أرادت الإعلان بدقة عن خاصية ذات صلة بالفرد ذي الاهتمامات المتضاربة. تشمل الأمثلة النموذجية لإشارات المعوقين أصوات الطيور، وذيل الطاووس، ورقصات المغازلة، وتعريشات طيور التعريشة. اقترح جارد دايموند أن بعض السلوكيات البشرية الخطيرة، مثل القفز بالحبال، قد تكون تعبيرًا عن غرائز تطورت من خلال توظيف مبدأ الإعاقة.